# True Rastaman
True Rastaman – dwudziesty pierwszy album studyjny Anthony’ego B, jamajskiego wykonawcy muzyki reggae i dancehall.
Płyta została wydana 13 maja 2008 roku przez wytwórnię Penitentiary Records.

## Lista utworów
1. "True Rastaman"
2. "The Ending"
3. "Lie"
4. "Rocky Road"
5. "Let Down"
6. "Bad Mind"
7. "Out A Street"
8. "Make It"
9. "Fight For Justice"
10. "Wild Fire"
11. "Week In The Knees"
12. "Don't Worry"
13. "Peace Of Mind"
14. "Not An Easy Road"
15. "Miss Fandangle"
16. "Can’t Live"
17. "Dance"